# 蝋人形館の恐怖
『蝋人形館の恐怖』（ろうにんぎょうかんのきょうふ、en:Terror in the Wax Museum)は1973年に公開されたアメリカ合衆国のホラーミステリー映画。
監督ジョーグ・フェナディ。出演レイ・ミランド、エルザ・ランチェスター、モーリス・エヴァンス、ジョン・キャラダイン、ブロデリック・クロフォード、ルイス・ヘイワード、パトリック・ノウルズ、シャニ・ウォリス。
1973年5月にシネラマ・リリーシング・コーポレーションに公開された。映画はヴィクトリア朝末期のロンドンが舞台。

## キャスト
| 役名                   | 俳優                       | 日本語吹替                           |
| 役名                   | 俳優                       | 山梨放送版                           |
| ---------------------- | -------------------------- | ------------------------------------ |
| ホークス警部補         | マーク・エドワース         | 井上真樹夫                           |
| マーガレット・コリンズ | ニコル・シェルビー         | 信沢三恵子                           |
| ジュリア・ホーソン     | エルザ・ランチェスター     | 中村紀子子                           |
| フレックスナー         | レイ・ミランド             | 小林勝彦                             |
| バーンズ               | ブロデリック・クロフォード | 藤本譲                               |
| ロリー                 | シャニ・ウォリス           | 水城ゆう                             |
| フォーレイ             | ルイス・ヘイワード         | 平林尚三                             |
| デュプレ               | ジョン・キャラダイン       | 山野史人                             |
| ヤン                   | リサ・ルー                 | 藤夏子                               |
| 弁護士サウスコット     | パトリック・ノウルズ       | 伊井篤史                             |
| ダニエル警部           | モーリス・エヴァンス       | 宮村義人                             |
| 不明 その他            |                            | 円福恵子                             |
|                        |                            |                                      |
| 演出                   | 演出                       | 松川陸                               |
| 翻訳                   | 翻訳                       | 矢田尚                               |
| 効果                   | 効果                       | PAG                                  |
| 調整                   | 調整                       | 田中英行                             |
| 制作                   | 制作                       | グロービジョン                       |
| 解説                   |                            |                                      |
| 初回放送               | 初回放送                   | 1978年8月30日 『映画枠』 14:30-16:30 |